# Flimkien għal Ambjent Aħjar
Flimkien għal Ambjent Aħjar (FAA) – maltańska niedochodowa organizacja pozarządowa, zaangażowana w ochronę dziedzictwa architektonicznego i wiejskiego Malty i Gozo oraz zdrowej jakości życia. Obstaje za lepszym zachowaniem i wykorzystywaniem dziedzictwa wysp maltańskich, nie tylko ze względu na ochronę, ale również jako czynnik odnowy społecznej w obszarach takich jak dolna Valletta, Three Cities oraz mniejsza siostrzana wyspa Gozo. Nazwa organizacji jest skracana w prasie lokalnej do trzech liter – FAA. Jej motto to "together for a better environment" (razem dla lepszego środowiska).

## Historia i zadania
Założona w 2006, FAA ustaliła tor zachowywania dla przyszłych pokoleń miejsc, począwszy od farmy Tal-Papa, oazy rzadkich roślin endemicznych oraz chronionej fauny, datowanej wstecz do XVI wieku, Palazz ta'Rohan w Balzan, Ta’ Ħaġrat w Mġarr, Villa Bologna w Attard, Art Deco House oraz Villa Bonici w Sliemie, jak też dwie okazałe rezydencje w Ghaxaq. Kampania FAA uratowała krajobrazy ulic i obiekty publiczne w wioskach i miastach, takich jak Mellieħa, Sliema, Senglea i Marsaskala, chroniąc także ciek wodny w Mellieħa oraz dziewicze tereny w Żebbuġ, Marsalforn, Qala Valley i zbocze Ramla l-Ħamra od zabudowania.